# Митрополит београдски Леонтије
Леонтије Ламбровић (1801—1813) био је београдски митрополит, пореклом Грк.
Био је Карађорђев противник и у пријатељству са дахијама. С руским представником Родофиникином се мешао у српске унутрашње борбе. Његовом кривицом погубљен је Хаџи-Рувим. Према речима Леополда фон Ранкеа, Срби су Леонтија "мрзели толико колико и саме Турке".

## Долазак Леонтија на положај митрополита
Леонтијев долазак на положај митрополита београдског био је у сени убиства његовог добротвора и учитеља, митрополита Методија. Митрополит карловачки Стефан Стратимировић, истина са резервом, указује на то да је „извесна сенка лукавости и нечасног држања пала на њега“ приликом уздизања на владичански положај. Неки историчари износе претпоставке да је митрополит Леонтије био умешан и у смрт хаџи Мустафе-паше јер је он могао бити „једини и најсигурнији сведок црног злочина његовог".
Убиство митрополита Методија и Хаџи Мустафа-паше је у значајној мери помогло доласку на власт дахија, који су у Београдском пашалуку завели један од најстрашнијих терора тог времена. Претходни догађаји су зближили митрополита Леонтија и дахије. Митрополит Леонтије је, у самом почетку, показао своју оданост према дахијама тако што је, сазнавши од архимандрита манастира Боговађе Хаџи-Рувима да се народ спрема на устанак, истог је оклеветао код свог пријатеља Кучук Алије. Одмах је, наредбом Кучик Алије, уследило погубљење Хаџи-Рувима на Калемегдану, 28. јануара 1804. године.
У време кад је српском народу и српском духовништву било потребно више разумевања и помоћи, овај чин митрополита је окарактерисан као издајнички и наишао је на подозрење у народу и верницима.

## Митрополит Леонтије у време Устанка
Тек пошто је 1804. године изгубио моћног заштитника (Кучук Алију), митрополит је побегао у српски штаб, али са Србима није остао, него је отишао у Цариград. Тамо се повезао са портом, што је опет изазвало велико подозрење српских старешина.
Леонтије се 1806. године вратио у Београд. Пошто је оценио да се ратна срећа окренула Србима, стао је уз устанике. Међутим, Карађорђе је знао да има посла са издајником и старим сарадником дахија и није хтео да га трпи поред себе, него га је упутио у Смедерево, где се налазио Совјет (српска влада).
Прота Матеја Ненадовић сведочи да је „вожд мрзео Леонтија као најгорег Турчина” и то због тога „што су све четири дахије послали међу Србе владику, а (он) дошао је у војску и Србе саветовао да се прођу буне, но да се агама покоре”.
Митрополит је знао искористити, своје присуство у Совјету, али након пресељења престонице у Београд, на наговор Карађорђа, искључен је из Совјета. Од тада, митрополит Леонтије почиње своју борбу против Карађорђа и Младена Миловановића, председника Совјета.. Користио је најпогодније тренутке за антиреволуционарну пропаганду и сејање неповерења код народа према устаничким вођама. Верске литургије и народне зборове је често користио у те сврхе.
Због ових активности, Карађорђе је више пута покушао да га протера из Србије, али је наишао на противљење руске дипломатије на челу са Константином Родофиникином.

## Живот након устанка
После пропасти устанка 1813. године, митрополит прелази Дунав и напушта тадашњу Србију и тим положај митрополита београдског. Настанио се у Кишињеву, где је умро 1822. године.